# Esterbach (Katzbach)
Der Esterbach ist ein linker Nebenfluss des Katzbachs – bis zur Regulierung der Donau durch den Bau des Kraftwerks Abwinden der Donau – in Oberösterreich.

## Verlauf
Der Esterbach entspringt südlich der Alten Linzer Straße in der Ortschaft Obertreffling der Gemeinde Engerwitzdorf. Er fließt in östlicher, dann südöstlicher Richtung entlang Alten Linzer Straße und der Gallneukirchner Straße, unterquert an der Esterbachbrücke die Mauthausener Straße (Pleschinger Landesstraße), wo er südöstlich dieser, unweit des Pleschinger Sees in den Katzbach mündet.
Vor der Regulierung der Donau (nach dem Hochwasser 1954) mündete der Esterbach etwa beim heutigen Pleschinger See direkt in die Donau.